# 500 – Die Quiz-Arena
500 – Die Quiz-Arena war die deutsche Ausgabe der US-amerikanischen Quizshow 500 Questions des Senders ABC. Sie wurde vom Privatsender RTL ausgestrahlt und von Günther Jauch moderiert. Die Premierensendung wurde am 4. Juli 2016 ausgestrahlt. Ab dem 12. Juni 2017 wurde eine zweite Staffel mit zehn Folgen ausgestrahlt.
Die Fragen der Sendung wurden (wie bei Wer wird Millionär?) von mind the company GmbH erstellt, als Sprecher des Intros fungierte Patrick Linke. Die Show wurde in den MMC Studios in Köln-Ossendorf aufgezeichnet.

## Spielziel
Ziel des Spiels war das korrekte Beantworten von bis zu 500 Fragen des Allgemeinwissens ohne vorgegebene Antwortmöglichkeiten oder andere Hilfe. Als Maximalgewinn wurden 2,5 Millionen Euro ausgelobt. Diese setzten sich aus maximal möglichen 500.000 € durch das Beantworten der fünfhundert Fragen sowie einem Jackpot in Höhe von zwei Millionen Euro zusammen, wobei für den Jackpot die 500. und somit letzte Frage richtig beantwortet werden musste.

## Ablauf
Zunächst wurde ein von der Redaktion ausgewählter Kandidat in einem kurzen Einspielfilm vorgestellt. In Staffel 1 wurde dabei auf Stärken und Schwächen eingegangen und es wurden zusätzliche Informationen zum Wissen der Person vermittelt. In Staffel 2 kamen Verwandte und Freunde der Person zu Wort und beschrieben sie kurz. Daran folgte die Vorstellung eines weiteren Kandidaten, der folgend den Platz des „Herausforderers“ einnahm.
Der Kandidat konnte nun aus zehn vorgegebenen Kategorien mit jeweils drei Fragen wählen. Nachdem der Moderator die Frage aus dem gewählten Wissensgebiet verlesen hat, lief ein Zeitlimit von fünf Sekunden. Innerhalb dieser Zeit musste der Kandidat die richtige Antwort geben. Dabei war relevant, ob er die richtige Antwort als ersten Begriff nannte; denn nur dann erhielt er 1.000 € für die Lösung. Nannte er die korrekte Antwort als Zweites oder später, dann galt die Frage als richtig beantwortet, jedoch wurde kein Geld zum Konto addiert. Schaffte der Kandidat es nicht vor Ablauf der Zeit, die Frage zu lösen, so erhielt er ein rotes Kreuz. Die korrekte Beantwortung einer folgenden Frage neutralisierte alle Kreuze. Erhielt ein Kandidat drei rote Kreuze, beantwortet also drei aufeinanderfolgende Fragen nicht korrekt bzw. nicht schnell genug, schied er mit seiner bis dahin erspielten Gewinnsumme aus. Der Herausforderer nahm nun den Platz des Kandidaten ein und es wurde ein neuer Herausforderer nach gleichem Schema vorgestellt.
Meist wurde die vorherige Ausgabe noch einmal kurz in einem Einspielfilm zusammengefasst.

### Spielregeln

#### Staffel 1
Der normale Spielverlauf kann durch verschiedene, zufällig auftretende Spezialrunden abgelöst werden.
- Duell – Bei einem Duell musste der Kandidat zunächst entscheiden, wer beginnen sollte. Beide Spieler bekamen nun eine Frage gestellt, zu der es eine bestimmte Anzahl korrekter Antwortmöglichkeiten gab. Abwechselnd hatten nun beide Personen fünf Sekunden Zeit, eine richtige Antwort zu geben. Antwortete ein Spieler falsch oder nicht fristgemäß, so verlor er das Duell. War es der Kandidat, erhielt er ein rotes Kreuz; war es der Herausforderer, galt die Frage für den Kandidaten als richtig beantwortet und dieser bekam 1.000 €. Wurden alle korrekten Antworten genannt, endete das Duell in einem Unentschieden, galt jedoch in der Wertung für den Kandidaten als gewonnen.
- Liste – Bei einer Liste musste der Kandidat zunächst entscheiden, wer sie spielen sollte. Der ausgewählte Spieler bekam nun eine Frage gestellt, auf welche mehrere Antwortmöglichkeiten zutrafen. Innerhalb von 15 Sekunden musste der Spieler nun mindestens fünf richtige Antworten geben, um die Liste für sich zu entscheiden. Gelang dies dem Herausforderer, so erhielt der Kandidat ein rotes Kreuz; gelang es dem Herausforderer nicht oder gelang es dem Kandidaten, so war diese Frage für diesen richtig beantwortet und er erhielt 1.000 €.
- Temporunde – Innerhalb von fünfzig Fragen kam es zu zwei Temporunden mit jeweils zehn Fragen zu zufällig bestimmten Kategorien. Der Kandidat musste diese ebenso wie normale Fragen innerhalb von fünf Sekunden beantworten. Hierbei galt allerdings die erste Antwort, eine nachträgliche Korrektur war nicht möglich. Auch hier erhielt er jeweils 1.000 € für eine richtige und ein rotes Kreuz für eine falsche Antwort.

Zusätzlich gibt es noch weitere Regeln:
- Der Kandidat konnte das Spiel zu keinem Zeitpunkt freiwillig verlassen.
- Hatte der Kandidat bereits zwei rote Kreuze erhalten, durfte der Herausforderer die nächste Kategorie für den Kandidaten bestimmen. Diese Regelung galt nicht während einer „Temporunde“.
- Der Herausforderer konnte zu keinem Zeitpunkt durch die Falschbeantwortung einer Frage aus dem Spiel ausscheiden. Stattdessen rückte er entweder zu gegebener Zeit für den Kandidaten nach, wenn dieser aus dem Spiel ausschied oder schied aus, weil der Kandidat die komplette Wand aus fünfzig Fragen bestanden hatte.
- Kam es zu Unklarheiten bei der Beantwortung einer Frage, traf der Schiedsrichter – Wer-wird-Millionär?-Gewinner Ralf Schnoor – eine Entscheidung.

Alle fünfzig Fragen (egal, ob richtig oder falsch beantwortet) wurde der erspielte Geldbetrag des Kandidaten gesichert, sofern er nicht zuvor mit drei roten Kreuzen ausgeschieden ist. Schied in der zweiten Staffel der Herausforderer vorzeitig aus, wurde der erspielte Betrag des Kandidaten ebenfalls gesichert. Scheiterte der Kandidat vor Frage 50 und vor dem Herausforderer, so endete das Spiel für ihn ohne Gewinn.
| Gewinnstufenfrage      | 50       | 100       | 150       | 200       | 250       | 300       | 350       | 400       | 450       | 500         |
| ---------------------- | -------- | --------- | --------- | --------- | --------- | --------- | --------- | --------- | --------- | ----------- |
| max. Gewinnstufensumme | 50.000 € | 50.000 €  | 50.000 €  | 50.000 €  | 50.000 €  | 50.000 €  | 50.000 €  | 50.000 €  | 50.000 €  | 50.000 €    |
| max. Gesamtsumme       | 50.000 € | 100.000 € | 150.000 € | 200.000 € | 250.000 € | 300.000 € | 350.000 € | 400.000 € | 450.000 € | 2.500.000 € |

#### Änderungen in Staffel 2
Mit Beginn der zweiten Staffel am 12. Juni 2017 wurden einige Regeln verändert.
- Der Herausforderer konnte nun ebenfalls bis zu drei Kreuze erhalten und sie ebenso durch Beantworten einer Frage (während eines Duells oder einer Buzzer-Runde) neutralisieren. Schied er mit drei roten Kreuzen aus, so rückte direkt ein neuer Herausforderer nach. Zusätzlich wurde das bis dahin erspielte Geld des Kandidaten gesichert. Die Regelung mit den Gewinnstufen gab es nicht mehr.
- Anstelle der „Temporunde“ gab es nun leicht abgewandelt die „Buzzer-Runde“. Die Regeln waren ähnlich denen des Duells. Die Kontrahenten buzzerten jedoch in zehn Fragen hintereinander um das Antwortrecht. Beantwortete der Ausgewählte die Frage falsch, erhielt er ein rotes Kreuz. Beantwortete der Herausforderer die Frage richtig, so erhielt der Kandidat ein rotes Kreuz; beantwortete der Kandidat die Frage korrekt, so erhielt dieser 1.000 €. Buzzerte keiner der Kontrahenten, so konnte die Frage als Unentschieden gewertet werden. Die erste Buzzer-Runde fand nach der Hälfte der gespielten Wand statt, die zweite wurde am Ende der Fragenwand gespielt.
- Im Spielmodus „Duell“ musste nun der Kandidat beginnen. Den Spielmodus „Liste“ gab es nicht mehr.
- Wurde ein Duell komplett richtig beantwortet, wurden sowohl beim Kandidaten als auch beim Herausforderer alle roten Kreuze gelöscht.
- Wenn der Kandidat zwei rote Kreuze erhalten hat, durfte der Herausforderer nicht mehr die Kategorie der nächsten Frage bestimmen.
- Stand bereits nach weniger als 50 Fragen fest, dass der Kandidat nicht mehr von einem Herausforderer abgelöst werden konnte, wurden die verbleibenden Fragen der Wand nicht mehr gestellt. Das Ziel „500“ war somit nicht mehr gleichbedeutend mit dem Überstehen von zehn Spielwänden.
- An jeder Fragenwand war nun die Kategorie „Zufall“ vorhanden, in welcher Fragen aus allen Wissensgebieten gestellt wurden.

## Trivia
- Es schieden in den 15 Folgen 31 Teilnehmer (13 Kandidaten und 18 Herausforderer) gänzlich ohne Gewinn aus.
- Es wurden Gewinne von insgesamt 469.000 € ausgeschüttet, davon 261.000 € an drei Gewinner der ersten Staffel und 208.000 € an sieben Gewinner in Staffel 2.
- Der 30-jährige Michael Marji hält mit 196 beantworteten Fragen und einem Gesamtgewinn von 118.000 € den Rekord. Er schied in der dritten Folge aus.
- In der zweiten Sendung vom 11. Juli 2016 kam es zu einem Unikum. Der Kandidat beantwortete Frage 120 knapp im Zeitlimit, die Antwort wurde jedoch als inkorrekt gewertet. Der Schiedsrichter gab die Frage nachträglich richtig und dem Konto wurden 1.000 € hinzugefügt. Der Kandidat bemerkte, dass es nicht die erste Antwort war und bekam das Geld wieder abgezogen; zudem, dass die Frage auch an der Videowand noch als „falsch“ markiert war.
- Die zweite Staffel begann mit einem neuen Kandidaten und einem neuen Herausforderer. Der letzte Herausforderer der ersten Staffel blieb unberücksichtigt.

## Rezeption

### Kritiken
Die Kritiken zur Premierensendung fielen überwiegend negativ aus. Besonders bemängelt wurde die Zähigkeit des doch eigentlich schnellen Spielprinzips und das komplexe Regelwerk.

„Der Zeitdruck beim Beantworten und der Verzicht auf Multiple Choice sowie rettende Joker erlaubten nur ein recht überschaubares Niveau der Fragen […]. Auf Variationen des Schwierigkeitsgrades wartet man vergebens. […] Der neue Spielmodus beraubte Günther Jauch seiner größten Stärke. Das Geplänkel und das Taktieren mit seinen Kandidaten, sein obligatorischer Dackelblick, seine hochgezogenen Mundwinkel, sein in über 1300 Folgen [Wer wird Millionär?] perfektioniertes Mienenspiel, für all das war in der ‚Quiz-Arena‘ so gut wie kein Platz mehr.“

„Ein kompliziertes Regelwerk, fade Sprüche des Gastgebers und nervige Showeinlagen – das fünfteilige TV-Experiment von RTL wirkt unausgereift und anstrengend zugleich, trotz sympathischer Kandidaten.“

„[…] ‚500 – Die Quiz-Arena‘ ist zwar mit Sicherheit kein kompletter Reinfall – aber wirklich vom Hocker haut die Show nicht.“

### Einschaltquoten
| Staffel | Folge | Datum           | Zuschauer Gesamt | Zuschauer 14 bis 49 Jahre | Marktanteil Gesamt | Marktanteil 14 bis 49 Jahre | Quelle        |
| ------- | ----- | --------------- | ---------------- | ------------------------- | ------------------ | --------------------------- | ------------- |
| 1       | 01    | 4. Juli 2016    | 4,48 Mio.        | 1,59 Mio.                 | 15,8 %             | 16,6 %                      | [ 5 ]         |
| 1       | 02    | 11. Juli 2016   | 3,83 Mio.        | 1,42 Mio.                 | 13,7 %             | 14,8 %                      | [ 6 ]         |
| 1       | 03    | 18. Juli 2016   | 3,65 Mio.        | 1,33 Mio.                 | 13,9 %             | 15,1 %                      | [ 7 ]         |
| 1       | 04    | 25. Juli 2016   | 3,53 Mio.        | 1,19 Mio.                 | 12,8 %             | 13,2 %                      | [ 8 ]         |
| 1       | 05    | 1. August 2016  | 4,16 Mio.        | 1,39 Mio.                 | 14,5 %             | 14,8 %                      | [ 9 ]         |
| 2       | 06    | 12. Juni 2017   | 3,60 Mio.        | 1,28 Mio.                 | 13,1 %             | 14,4 %                      | [ 10 ]        |
| 2       | 07    | 19. Juni 2017   | 2,78 Mio.        | 0,89 Mio.                 | 11,0 %             | 10,7 %                      | [ 11 ]        |
| 2       | 08    | 26. Juni 2017   | 2,87 Mio.        | 1,02 Mio.                 | 10,7 %             | 12,1 %                      | [ 12 ]        |
| 2       | 09    | 3. Juli 2017    | 3,00 Mio.        | 0,93 Mio.                 | 10,7 %             | 10,6 %                      | [ 13 ]        |
| 2       | 10    | 10. Juli 2017   | 3,01 Mio.        | 0,96 Mio.                 | 10,5 %             | 10,7 %                      | [ 14 ]        |
| 2       | 11    | 17. Juli 2017   | 2,59 Mio.        | 0,80 Mio.                 | 9,2 %              | 9,3 %                       | [ 15 ]        |
| 2       | 12    | 24. Juli 2017   | 2,87 Mio.        | —                         | —                  | 10,6 %                      | [ 16 ]        |
| 2       | 13    | 31. Juli 2017   | 3,05 Mio.        | —                         | 11,3 %             | 10,5 %                      | [ 17 ]        |
| 2       | 14    | 7. August 2017  | 2,88 Mio.        | 1,01 Mio.                 | —                  | 11,9 %                      | [ 18 ] [ 19 ] |
| 2       | 15    | 14. August 2017 | 2,63 Mio.        | 0,88 Mio.                 | 9,7 %              | 10,7 %                      | [ 20 ]        |

| Legende          |
| ---------------- |
| Höchster Wert    |
| Niedrigster Wert |